# Expr (Unix)
expr (z ang. expression) – narzędzie konsoli Uniksa służące do obliczania wyrażeń. Obsługuje ono wyrażenia:
- liczbowe
- tekstowe, w tym regularne
- typu boolean

Wynik działania polecenia expr, wskazujący, czy obliczane wyrażenie jest prawdziwe (spełnione) czy nie, może być użyty przez polecenia powłoki systemowej sterujące wykonaniem skryptów, np. if albo while.

## Użycie
```
expr 
wyrażenie
```